# Walter Baseggio
Walter Baseggio (Tubize, 1978. augusztus 19. –) belga labdarúgó-középpályás.

## Pályafutása

### A válogatottban
1999. március 27-én mutatkozott be a belga válogatottban a bolgár válogatott elleni barátságos mérkőzésen, 2005-ig összesen 27-szer lépett pályára, és 1 gólt szerzett.

## Sikerei, díjai
Anderlecht
- Belga bajnokság (4): 1999–2000, 2000–2001, 2003–2004, 2006–2007
- Belga ligakupa (1): 1999–2000
- Belga szuperkupa (2): 2000, 2001